# 恭嫔 (乾隆帝)
恭嫔（约1733年—1805年），林氏。拜唐阿佛音之女，清朝乾隆帝之嬪。

## 生平
雍正十一年十二月二十六日出生。
乾隆十三年（1748年）正月，已為林常在，未知具體入宮時間；同年五月，林常在已晉为林贵人。乾隆十四年正月之前，林貴人贬为林常在。
乾隆十六年正月初六日，內務府行文給实录馆的檔案記載常在林氏晋為林贵人，实录馆的人員在编修《清实录》時，錯記其於正月初二日晉為貴人。此後，林氏居貴人之位長達四十多年。
乾隆五十九年十一月二十日起，恭嬪林氏遷居承乾宮。由此可見，林貴人已被詔封為恭嬪。值得一提的是當時所擬的字樣有「恭、肅、雍」三字，乾隆帝從中選擇了恭字，林貴人由是成為恭嬪。乾隆五十九年十二月二十九日行册封礼。
嘉庆六年十月的内庭宫分顯示，寿康宫恭嬪的份例雖依照嬪位標準配合，惟位下之官女子是依妃例配合的。此時，位份比林氏高者僅得婉貴太妃陳氏和惇妃汪氏。嘉庆十年十一月二十七日逝世。嘉庆十二年十一月初三日，恭嬪金棺葬入清东陵之裕陵妃园寝。

## 出身之謎
林氏出身存疑，一說為內務府鑲黃旗化齊管領下的另戶旗人 ，惟與慶恭皇貴妃、怡嬪入旗一例不同，並非入於內務府佐領下，有明顯差別。此外，乾隆五十八年曾有一份汉女嫔妃入旗清单，林氏並沒有在當中，可見其並非民藉出身。《內務府奏銷檔》所載之「林貴」入旗，並非「林貴人」。據考證，林貴為南府学艺太监，因表現出色而抬旗。

## 影视作品
- 電視劇

| 年份 | 劇名       | 演員   | 剧中姓名 | 劇中稱謂 |
| ---- | ---------- | ------ | -------- | -------- |
| 2013 | 金枝慾孽貳 | 梁舜燕 | 林氏     | 恭太嬪   |
| 2018 | 如懿傳     | 孫文婷 | 林氏     | 恭常在   |